# Bruno Costa (cầu thủ bóng đá người Bồ Đào Nha, sinh 1997)
Bruno Xavier Almeida Costa (sinh ngày 19 tháng 4 năm 1997) là một cầu thủ bóng đá người Bồ Đào Nha thi đấu cho FC Porto B, ở vị trí tiền đạo.

## Sự nghiệp bóng đá
Vào ngày 14 tháng 8 năm 2016, Costa có màn ra mắt cho FC Porto B trong trận đấu tại LigaPro 2016–17 trước Académico Viseu.